# Seilbahn der WTD 52

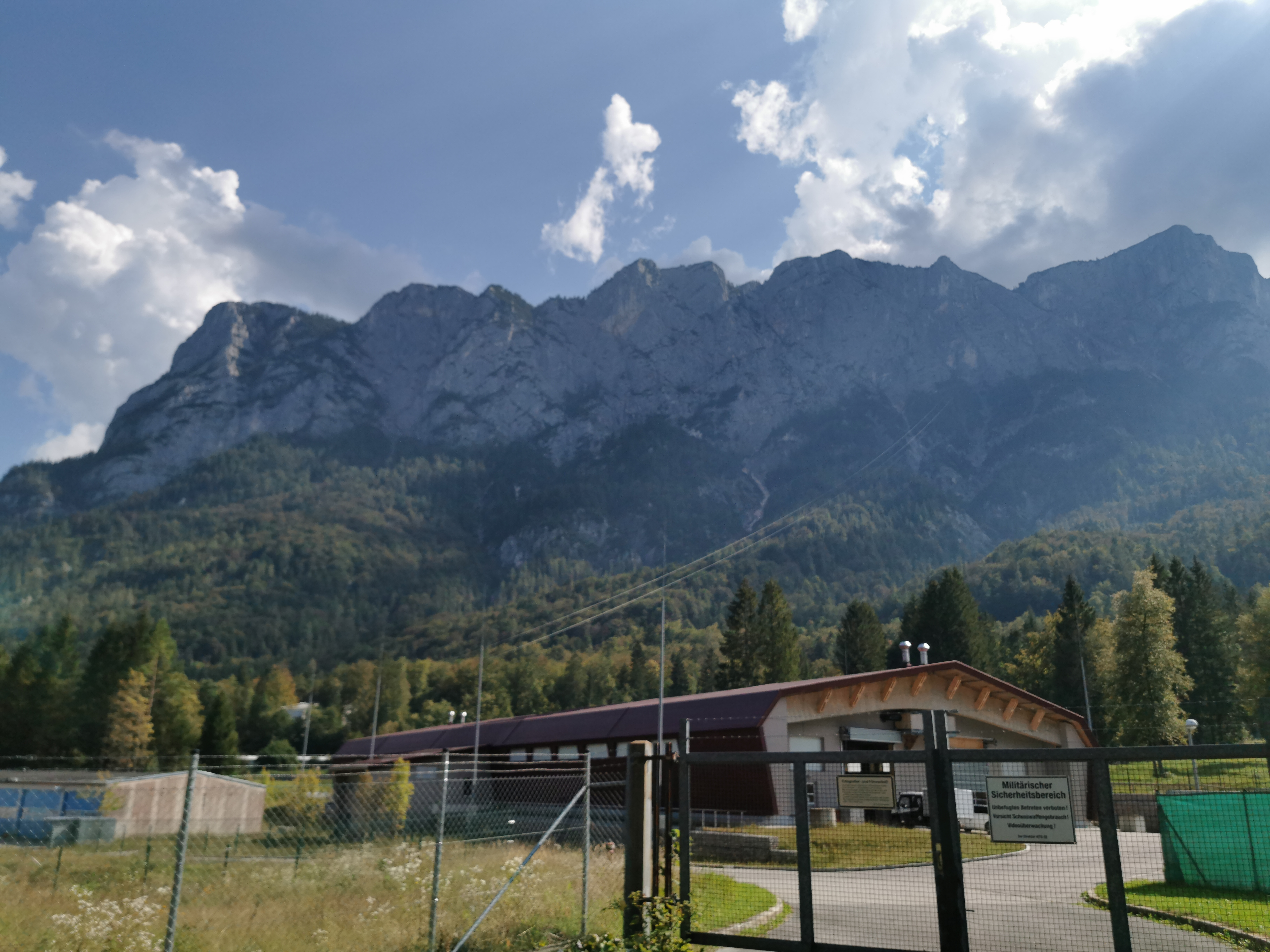
Seilbahn der WTD 52

Die Seilbahn der WTD 52 ist eine 2100 Meter lange Luftseilbahn der Wehrtechnischen Dienststelle für Schutz- und Sondertechnik (WTD 52) im Gemeindegebiet von Schneizlreuth im Landkreis Berchtesgadener Land.
Die Pendelbahn führt von Oberjettenberg auf das Hochplateau der Reiter Alm (auch Reiter Alpe genannt) und dient der Versorgung eines wehrtechnischen Erprobungsplatzes und des „Kleinen Gebirgsübungsplatzes“. Die Seilbahn wurde 1965 in Betrieb genommen und überwindet einen Höhenunterschied von 1036 Metern. Sie hat nur eine einzige Stütze, wobei die Spannweite des größten Spannfeldes 1980 Meter beträgt. Eine Besonderheit der Seilbahn auf die Reiter Alm ist, dass die Seilbahnkabine binnen weniger Minuten gegen ein Lastgehänge für den Transport großer Lasten ausgetauscht werden kann. Sie kann maximal 15 Personen oder 2000 kg Fracht transportieren.
Am 16. Oktober 2024 kam es bei der Anlage zu einem Zugseilüberschlag, was zum Steckenbleiben der Gondeln führte. Aus der oberen Gondel, die 300 m unter der Bergstation stillstand, mussten 14 Personen ca. 170 m weit abgeseilt und anschließend mit Hubschraubern aus dem unwegsamen Steilgelände ausgeflogen werden.

## Wegpunkte
- Talstation: 47° 40′ 2,4″ N, 12° 48′ 11,1″ O
- Stütze: 47° 39′ 6,8″ N, 12° 48′ 22,2″ O
- Bergstation: 47° 39′ 3,6″ N, 12° 48′ 22,6″ O